# Helga Holm
Le Helga Holm est le nom donné à une réplique suédoise d'une épave de bateau viking trouvée lors de fouilles archéologiques  sur la petite île de Helgeandsholmen dans la vieille ville de Stockholm.
Son port d'attache est le Bosö Yacht Club à Lidingö (Stockholm).

## Histoire

### Découverte de l'épave, diteBateau n°5
Lors de fouilles archéologiques à Stockohlm en 1979-80, plusieurs épaves de bateaux, datant du XIIIe au XVIe siècle ont été découvertes sur l'île de Helgeandsholmen face au Riksdagshuset, le palais de la Diète royale de Suède.
L'épave du dit bateau n°5 a été datée d'environ 1316-17 selon la dendrochronologie. Les restes de ce bateau viking de 18 m, côté tribord avec la proue, peut être interprété comme un bateau de guerre (ou de surveillance) viking manœuvré par 8 paires de rameurs, parce qu'il ne dispose pas de beaucoup d'espace de chargement.

### Construction d'une réplique
C'est lors d'une grande exposition viking au musée historique de Stockholm en 1981 qu'est venue l'idée de construire une réplique de ce bateau n°5. C'est l'archéologue du chantier de fouille Bjorn Varenius qui a dessiné le plan de reconstruction et la bateau a été réalisé par Borje Andersson du chantier naval de Roslags-Kulla (Roslagen). La voile a été réalisée par les frères Bent et Erik Andersen du Musée des navires vikings de Roskilde.

Le Helga Holm a été lancé en 1983 et a été donné au Musée de la Marine  de Stockholm qui en est à moitié propriétaire. Son nom a été choisi par un concours lancé par le Dagens Nyheter principal financier du projet de construction.

Depuis 1996, c'est l'association Föreningen Medeltidsskeppet Helga Holm (anciennement Projekt Helga Holm) qui en assure la maintenance à partir du Bosö Yacht Club à Stockholm.